# Бинц
Бинц (њем. Binz) општина је у њемачкој савезној држави Мекленбург-Западна Померанија. Једно је од 42 општинска средишта округа Риген. Према процјени из 2010. у општини је живјело 5.465 становника. Посједује регионалну шифру (AGS) 13061005.

## Географски и демографски подаци
Бинц се налази у савезној држави Мекленбург-Западна Померанија у округу Риген. Општина се налази на надморској висини од 7 метара. Површина општине износи 25,2 km².

## Становништво
У самом мјесту је, према процјени из 2010. године, живјело 5.465 становника. Просјечна густина становништва износи 217 становника/km².